# Nice Nailantei Leng’ete
Nice Nailantei Leng´ete, född 1991 i byn Kimana i Maasairegionen i Kenya,[källa behövs] är en kenyansk aktivist som arbetar för mänskliga rättigheter och är inriktad på sexuell och reproduktiv hälsa hos kvinnor i Afrika. Arbetet går bland annat ut på att hitta sätt att avskaffa riter som innebär kvinnlig könsstympning och barnäktenskap. 
Leng’ete växte upp som en ur maasaifolket i en by i Kenya och blev föräldralös 1998. Som åttaåring blev hon skickad till ett internat, och blev där medveten om att de riter som skedde i byn när flickor ansågs redo att gifta sig inte var nödvändiga. Hon hade sett flera könsstympningar och valde att rymma inför sin egen. Släktingar försökte tvinga henne, men hon lyckades övertala en äldre släkting att få slippa. Detta gjorde henne till en skam för byn, men gav henne möjlighet att lämna byn för att gå i skola. Hon blev därmed den första flickan i byn att någonsin gå vidare till högstadiet och i och med sin utbildning fick hon även kontakt med organisationen AMREF Health Africa som hjälper till med sexualupplysning och information om reproduktiv hälsa i afrikanska skolor. 
Leng’ete blev 2018 uppmärksammad på Times lista över årets 100 mest inflytelserika personer.
Trots lagar som förbjuder kvinnlig könsstympning, varav en utfärdades av Maasai-äldste år 2014, ägnar Leng’ete mycket tid åt att fortsätta upplysa och utbilda ute i de många isolerade byar som finns utspridda över Kenya och Tanzania och där riterna kring könsstympning och barnäktenskap fortfarande lever kvar.